# Timo Murama
Timo Kaapo Arthur Murama (* 15. Oktober 1912 in Rovaniemi als Timo Kaapo Arthur Moberg; † 17. Januar 1981 ebenda) war ein finnischer Skisportler, der im Skispringen und in der Nordischen Kombination antrat.

## Werdegang
Murama, der für den Verein Ounasvaaran Hiihtoseura startete, gehörte bei den Olympischen Winterspielen 1936 in Garmisch-Partenkirchen zum finnischen Team. Im Skisprung-Einzel erreichte er mit Sprüngen auf 71 und 70 Meter den 24. Platz. Im Einzel der Kombination belegte er nach einem sehr guten Springen am Ende punktgleich mit Stanisław Marusarz den siebenten Rang. Wenige Wochen später belegte er den zweiten Rang hinter Lauri Valonen bei den Lahti Ski Games 1936.
Bei der Nordischen Skiweltmeisterschaft 1938 startete er im Springen, verpasste aber eine Platzierung unter den besten 50 deutlich. Bei der später annullierten Nordischen Skiweltmeisterschaft 1941 in Cortina d’Ampezzo erreichte er im Einzel der Kombination den fünften Rang.
Mit dem Zweiten Weltkrieg und den damit verbundenen sportlichen Einschränkungen endete Muramas aktive Skisprungkarriere. Später betrieb er ein Sportgeschäft in seiner Heimatstadt Rovaniemi.